# سلطة الراهب
تعتبر سلطة الراهب خفيفة وسهلة التحضير، وتعتبر من أطباق المطبخ اللبناني. تحضّر سلطة الراهب من الباذنجان، الطماطم، البصل، البقدونس، عصير الليمون الحامض، الزيت والملح.
تحتوي وجبة سلطة الراهب (150غ تقريباً) على المعلومات الغذائية التالية:
- السعرات الحرارية: 272
- الدهون: 19
- الدهون المشبعة: 3
- الكوليسترول: 0
- الكاربوهيدرات: 28
- البروتينات: 5